# Il doppio volto della paura
Il doppio volto della paura (Deadly Sibling Rivalry) è un film per la televisione del 2011 diretto da Hanelle M. Culpepper, con Charisma Carpenter e Christa B. Allen. È stato trasmesso su Lifetime il 15 agosto 2011 e in Italia su Rai 2 il 29 giugno 2013.

## Trama
Callie è da sempre invidiosa della sorella gemella Janna, che nella vita ha avuto successo: è infatti la socia di maggioranza di un'importante rivista di fitness e ha una figlia, Fiona, studentessa al secondo anno di psicologia in un college francese. Callie, inoltre, incolpa la sorella della morte del padre, precipitato venti anni prima durante una scalata.
Mentre tornano a casa in macchina, durante un litigio su come la vita abbia dato a una e tolto all'altra, le due hanno un incidente e Janna entra in coma. Callie approfitta dell'occasione per assumere l'identità della sorella e avere così ciò che crede le spetti di diritto. Dopo qualche giorno, però, Fiona inizia a sospettare che la donna che vive con lei non sia sua madre: chiede così l'aiuto del fidanzato Kayden per scoprire il contenuto di una misteriosa valigia di Callie, nella quale trova dei medicinali rubati dalla zia nell'ospedale dove prima lavorava come infermiera. Intanto, Janna dà segni di ripresa e, nonostante la sorella saboti il sacchetto della flebo per ucciderla, si salva, ma si sveglia dal coma priva di ricordi, con la polizia che, credendo sia Callie, l'accusa dell'omicidio di Tricia, complice di Callie nel furto dei medicinali trovata morta in un congelatore.
Con l'aiuto di Fiona, che la porta di nascosto alla baita di famiglia, Janna recupera la memoria, ma sopraggiunge Callie: la donna rivela che, vent'anni prima, aveva sabotato l'attrezzatura da scalata di Janna affinché morisse, ma invece era stato il padre a perdere la vita. Nel tentativo di uccidere Janna, alla fine Callie cade in un burrone e muore.